# 古拉舒齊鄉
44°45′N 25°31′E / 44.750°N 25.517°E
古拉舒齊鄉（羅馬尼亞語：Comuna Gura Șuții, Dâmbovița），是羅馬尼亞的鄉份，位於該國南部，由登博維察縣負責管轄，面積27平方公里，海拔高度210米，2007年人口5,380，人口密度每平方公里197人。